# Paul de Saint-Martin
Pour les articles homonymes, voir Saint-Martin.
Paul de Saint-Martin, né le 24 septembre 1817 à Bolbec (Seine-Maritime), et mort le 3 mai 1897 à Louviers (Eure), est un peintre et un lithographe français. 

## Biographie
Paul de Saint-Martin est né le 24 septembre 1817 à Bolbec. Élève de Paul Delaroche, il expose ses œuvres au Salon entre 1846 et 1870.
En 1888, il signe le premier catalogue du nouveau musée de Louviers en qualité de conservateur, dans lequel l'un de ses travaux est mentionné : Canal à Fontaine-les-Nonnes qu'il a donné au musée en 1876.

## Œuvres
- Il reproduit ses tableaux de paysages en un album lithographié sous le titre Œuvres de Paul de Saint-Martin vers 1857[3].
- Un autre album est intitulé Poésies des champs[3].
- Cours de Paysages[3].
- Souvenir de Normandie[4]
- Paysage, souvenir de Normandie[4]
- Vue prise en Normandie[4]
- Vue prise aux environs de Louviers[4]
- Vue prise sur les bords de l'Aveyron (Loiret), d'après un dessin de l'auteur, lithographie[4]
- Environs de Rouen, d'après un dessin de l'auteur[4]
- Vue prise aux environs de Louviers, d'après un dessin de l'auteur[4]
- La fuite en Égypte[4]
- Une mare en Normandie[4]
- Le baptême de Notre Seigneur Jésus-Christ[4]
- Une matinée en Normandie[4]
- Un gué[4]
- Une prairie en Normandie[4]
- Souvenir de Normandie environs d'Aumale[4]
- Vue prise à Fontaine les Nonnes, environs de Meaux (musée de Cambrai)[4]
- Sortie des bois[4]
- Canal à Fontaine-les-Nonnes[4][5]
- Vue prise à Tancarville[4]
- Effet de neige[2][5]

## Distinctions
- Officier d'académie